# Clube Desportivo Carvalheiro
O Clube de Futebol Carvalheiro é um clube desportivo português, que se assume desde sempre como “uma agremiação de desportistas amadores”, conforme determinam os seus estatutos, é um dos históricos clubes da cidade do Funchal. Foi fundado a 13 de junho de 1937, por Ulrique Diogo Viríssimo, César Vieira Gomes, José Tiago de Almeida, João de Oliveira e Manuel Policarpo de Sousa.
A 3 de Janeiro de 2025 o Clube de Futebol Carvalheiro alterou o seu nome para Clube Desportivo Carvalheiro. Esta mudança reflete o reforço do ecletismo do clube, que possui atualmente 13 modalidades como sendo um dos clubes mais diversificados do Funchal.

## História
Reza a história da coletividade, com origem na freguesia do Monte e hoje integrada na freguesia do Imaculado Coração de Maria, que o seu batismo deve-se a um majestoso carvalho que existia no atual local onde está instalada a sede social, inspirando os fundadores para a designação e criação de um novo movimento desportivo. A primeira reunião deste grupo de entusiastas desportivos terá decorrido a 6 de junho de 1937 numa oficina de sapatos, propriedade de José Tiago de Almeida, a escassos metros da atual sede.
Sete dias depois, aquele grupo de cinco elementos decidiu avançar para a constituição do clube, denominando-o de “Carvalheiro Futebol Club”. Cada um dos fundadores entrou com um escudo, para suportar as primeiras despesas, nomeadamente os equipamentos desportivos necessários para participar nas provas.
A situação geográfica do clube, numa zona então de forte densidade e desenvolvimento populacional, foi a mola impulsionadora para um significativo aumento de associados e atletas, que aproveitavam as instalações da coletividade para confraternizarem no final de tarde dos dias úteis e largas horas aos domingos e feriados. Um ano depois da sua fundação, o Carvalheiro conquistou o primeiro título do Campeonato da Promoção, em futebol. Paulatinamente, a coletividade foi afirmando também a sua identidade junto das camadas mais jovens do sítio do Livramento e arredores, apostando em modalidades como o ciclismo e o hóquei em patins, que alcançaram resultados positivos.
No futebol, conquistou quatro títulos de campeão da Promoção, chegando mesmo a disputar o Campeonato de Honra com Marítimo, Nacional e União, os três maiores clubes da Região, depois de uma brilhante vitória ante o Sporting da Madeira, em 1953. Entre as décadas de 1960 e 1980, o clube manteve a prática do futebol e hóquei em patins, tendo nesta última modalidade atingido a III Divisão Nacional. Na década de 1990, o clube viveu períodos conturbados, vindo inclusive a encerrar toda a sua atividade desportiva.
Esta “travessia no deserto” durou até ao ano 2004, quando o clube voltou a inscrever a sua equipa de futebol nas provas da Associação de Futebol da Madeira, após a realização de alguns torneios de futebol promovidos no seu recinto, com o forte apoio da Junta de Freguesia de Imaculado Coração de Maria. Após uma tentativa falhada na modalidade de futsal, deu-se depois o ressurgimento do ciclismo e a abertura da secção de bilhar, modalidades ainda hoje praticadas no clube.
Na época 2012/13, o Carvalheiro assumiu-se como o clube de referência no ciclismo da Madeira, ao conquistar os campeonatos de estrada e de cross-country, resultado de uma aposta forte efetuada nesta secção. Venceu as oito provas do calendário regional, numa clara demonstração da sua hegemonia nesta modalidade.
A partir de 2012, e na sequência de uma profunda renovação nos seus órgãos sociais, o Carvalheiro ganhou uma nova dinâmica social, um sentido mais eclético e uma vocação mais formativa. Desta forma, recuperou a atividade nas modalidades de futsal e andebol, estreou-se na natação, no voleibol, no atletismo, no trail, no motociclismo e no automobilismo, ganhando ainda uma dinâmica sem precedentes no futebol jovem. Hoje, tem em atividade cerca de 300 praticantes, dos quais mais de 150 são crianças e jovens naturais da cidade do Funchal. Paralelamente a este exponencial crescimento desportivo, o clube reforçou a sua função social, promovendo e apoiando causas em prol dos mais desfavorecidos, realizando ações a favor da cultura e da tradição, e complementando o seu trabalho com iniciativas de cariz lúdico e recreativo, em benefício dos seus sócios e simpatizantes.